# Köngernheim

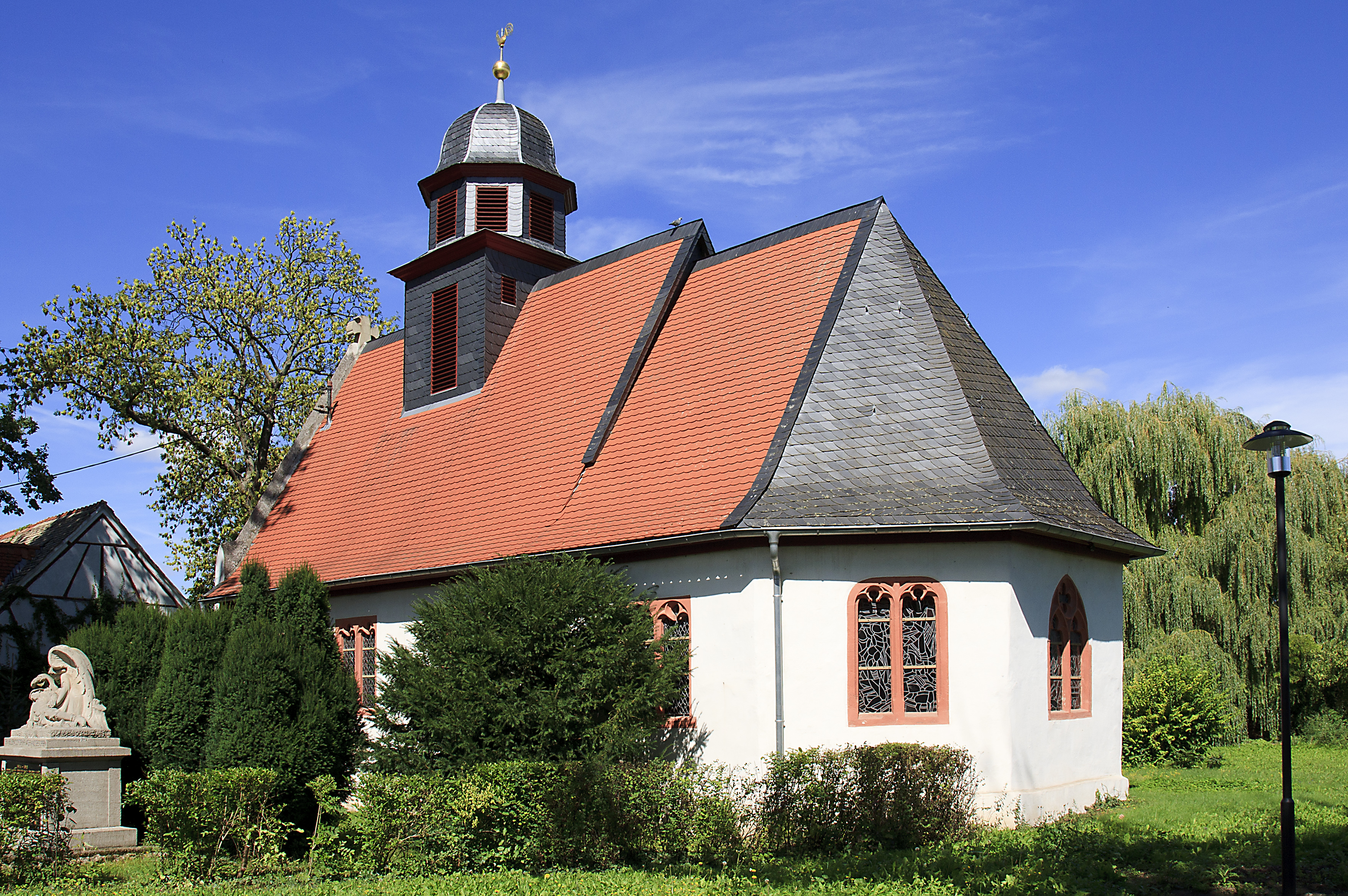
Die evangelische Kirche, ein gotischer Saalbau

Köngernheim ist eine Ortsgemeinde im Landkreis Mainz-Bingen in Rheinland-Pfalz. Sie gehört der Verbandsgemeinde Rhein-Selz an, die ihren Verwaltungssitz in der Stadt Oppenheim hat.

## Geographie
Der Weinort liegt zwischen Mainz und Worms an der Selz und ist landwirtschaftlich geprägt. Bis Mainz sind es ca. 20 km, bis Wiesbaden 41 km und bis Frankfurt am Main 57 km.
Zu Köngernheim gehören auch die Wohnplätze Untermühle und Rudolfshof.

Nachbargemeinden sind, beginnend im Süden, Friesenheim, Undenheim, Hahnheim und Selzen.
Durch den westlichen Teil Köngernheims fließt die Selz.

## Geschichte
Die erste bekannte Erwähnung findet sich im Lorscher Codex in einer Urkunde vom 27. Februar 782 über die Schenkung von einem Morgen Land in der Cuningesheimer marca (Köngernheimer Gemarkung).
Bis 1794 war Köngernheim unter der Herrschaft des Adelsgeschlechtes Sickingen, bis es nach dem verlorenen Ersten Koalitionskrieg gegen das revolutionäre Frankreich  zwischen 1792 und 1797 – wie alle linksrheinischen Gebiete – an Frankreich fiel, was im Friede von Lunéville 1801 rechtskräftig wurde. So gehörte die Gemeinde 1798 bis 1814 der Französischen Republik (1798–1804) und anschließend dem Napoleonischen Kaiserreich (1804–1814) an. In dieser Zeit gehört Köngernheim der Mairie Dalheim im Kanton Oppenheim an, der einer von zehn Verwaltungseinheiten im Arrondissement Mainz war, welches zum Département du Mont-Tonnerre gehörte. Im Jahre 1814 wurde das Département Donnersberg und damit auch der Kanton Oppenheim vorübergehend unter die Administration des Generalgouvernements Mittelrhein gestellt.
Durch Artikel 47 der Wiener Kongressakte über die Gebietsaufteilung gelangte Köngernheim an das Großherzogtum Hessen(-Darmstadt) und wurde gemäß dem Besitzergreifungspatent vom 8. Juli 1816 in die Provinz Rheinhessen eingegliedert, die aus elf Kantonen gebildet wurde. So gehörte die Gemeinde bis zum Ende der Monarchie 1918/1919 dem Großherzogtum Hessen und bis 1934 dem Volksstaat Hessen an.
Am 5. Februar 1835 wurden die elf Kantone zunächst durch vier Kreise ersetzt, sodass Köngernheim dem Landkreis Mainz angehört. Dieser hatte bis 1848 Bestand, im Zuge der Märzrevolution 1848 wurden am 31. Juli 1848 die Kreise aufgelöst und Köngernheim ging im neuen Regierungsbezirk Mainz auf, der erst ganz Rheinhessen, dann den nördlichen Teil von Rheinhessen umfasste. Schon 1852 kehrte man zur Einteilung in Kreise zurück. Köngernheim war vom 12. Mai 1852 an bis 1938 Teil des Kreis Oppenheim, einer von fünf Kreisen, in die sich die Provinz Rheinhessen gliederte.
Ab dem 30. August 1946 ist Köngernheim eine Gemeinde im Bundesland Rheinland-Pfalz. Hier gehört Köngernheim erst dem Landkreis Mainz und ab 1969 dem fusionierten Landkreis Mainz-Bingen an. 1972 wird es Teil der neugeschaffenen Verbandsgemeinde Nierstein-Oppenheim, die 2014 zur Verbandsgemeinde Rhein-Selz fusioniert.

## Politik

### Gemeinderat
Der Gemeinderat in Köngernheim besteht aus 16 Ratsmitgliedern, die bei der Kommunalwahl am 9. Juni 2024 in einer personalisierten Verhältniswahl gewählt wurden, und der ehrenamtlichen Ortsbürgermeisterin als Vorsitzender.
Die Sitzverteilung im Gemeinderat:
| Wahl | SPD | FWG | KLK | WGWM | Gesamt   |
| ---- | --- | --- | --- | ---- | -------- |
| 2024 | –   | 3   | 12  | 1    | 16 Sitze |
| 2019 | –   | 5   | 11  | –    | 16 Sitze |
| 2014 | –   | 5   | 11  | –    | 16 Sitze |
| 2009 | 2   | 5   | 9   | –    | 16 Sitze |

- FWG = Freie Wählergruppe Köngernheim
- KLK = Kreative Liste Köngernheim e. V.
- WGWM = Wählergruppe Wagner-Meloth

### Ortsbürgermeisterin
Frau Jutta Hoff (KLK) ist seit dem 14. Juli 2004 im Amt. Bei der Direktwahl am 26. Mai 2019 wurde sie mit einem Stimmenanteil von 69,30 % in ihrem Amt bestätigt, bei der Direktwahl am 9. Juni 2024 als einzige Bewerberin mit 82,5 %.

### Wappen
1958 wurde ein neues Ortswappen angenommen:
| Wappen von Köngernheim | Blasonierung: „Im oberen Schildteil 2 1/2 Kugeln, im unteren Schildteil ein rotes ‚K‘.“ |
| Wappen von Köngernheim | Wappenbegründung: Vorher führte man als Ortswappen 5 silberne Kugeln auf schwarzem Grund, das Familienwappen der Grafen Sickingen. Ein Gerichtssiegel mit gleicher Darstellung ist jedoch bereits seit 1610 bekannt und ein Originalsiegelabdruck seit 1725 überliefert. |

## Kultur und Sehenswürdigkeiten
Die Untermühle ist nach mündlicher Überlieferung mit einem Mühlstein aus dem Jahre 1608 im 16. Jahrhundert erbaut. Sie ist heute Restaurant und Hotel.
Eine Kirche wird 1299 erstmals erwähnt. Die Sandsteinwände des Portals sowie ein gotisches Fenster der heutigen evangelischen Kirche stammen aus dem 14. Jahrhundert.
Die katholische Christkönig-Kirche wurde 1931/33 erbaut. Bis 1932 diente die evangelische Kirche als Simultankirche.
Siehe auch: Liste der Kulturdenkmäler in Köngernheim

## Verkehrsanbindung
Köngernheim ist durch mehrere ORN-Buslinien angebunden, so an die beiden nächstgelegenen größeren Städte Mainz (660 und 652) und Alzey (660) sowie an Nierstein, Oppenheim (652, 662 und 668), Nieder-Olm (652 und 667) und Wörrstadt (668).
Durch die Gemeinde verläuft zudem die Bundesstraße 420 zwischen Wörrstadt und Nierstein sowie unter anderem die Gaustraße (L425) zwischen Mainz und Worms.
Bis 1985/95 hatte Köngernheim zusammen mit Undenheim einen Bahnhof und somit Anschluss an den Personen-/Güterverkehr auf der Schiene: die gemeinsame Bahnstation lag an der ehemaligen Bahnstrecke Bodenheim–Alzey, die 1896 eröffnet und 1985 stillgelegt und zurückgebaut worden war. Gleichzeitig war sie auch Trennungsbahnhof der Bahnstrecke Nierstein–Undenheim-Köngernheim zwischen 1900 und 1960.
Köngernheim liegt am Amiche-Rundradweg, Selztal-Radweg und der Hiwwel-Route.

## Söhne und Töchter der Gemeinde
- Kathrin Hammen – Rheinhessische Weinkönigin 2004–2005
- Leonhard Justus Landois (1761–1835) (Großvater von Hermann Landois aus Münster)[11]